# SARS-CoV-2-vaccinkandidaat van de Katholieke Universiteit Leuven
Het SARS-CoV-2-vaccinkandidaat van de Katholieke Universiteit Leuven of RegaVax is een kandidaat-vaccin voor de bestrijding van SARS-CoV-2 dat aan het Rega-instituut van de Katholieke Universiteit Leuven wordt ontwikkeld onder leiding van viroloog Johan Neyts. De eerste resultaten van het onderzoek verschenen op 1 december 2020 in Nature.
Het vaccin wordt ontwikkeld op basis van een bestaand vaccin tegen gele koorts, ontwikkeld in 1938 door  Max Theiler. Het bevat een levend verzwakt virus dat na vaccinatie verschillende aspecten van het immuunsysteem activeert. De onderzoekers verwachten dat het ten vroegste in 2022 op de markt zal komen.

## Voordelen van het kandidaat-vaccin

### Snelle werking
Het onderzoek naar dit nieuwe vaccin begon in januari 2020. De onderzoekers bestudeerden het vaccin bij hamsters, omdat hamsters bij het onderzoek een heel robuust model bleken te zijn om SARS-CoV-2 te bestuderen. Bij het indruppelen van het virus in de neus van niet-gevaccineerde hamsters, vermenigvuldigde dit zich dit heel efficiënt in hun longen. Na tien dagen bood het vaccin bescherming terwijl dit bij andere vaccins pas na ruim een maand begint. Toen men het virus in de neus van hamsters druppelde die tien dagen met het kandidaat-vaccin waren gevaccineerd, bleek dat er in de longen van de meeste dieren geen enkel spoor van het virus was terug te vinden. Johan Neyts en zijn team concludeerden hieruit dat een enkele dosis van hun vaccin de hamsters al binnen tien dagen compleet beschermt tegen het virus. Vaccins ontwikkeld door Pfizer, Moderna, Curevac en AstraZeneca hebben na 21 dagen een tweede dosis nodig om immuniteit op te wekken. 
Het onderzoek wees verder uit dat het kandidaat-vaccin ook hoge concentraties neutraliserende antistoffen opwekt tegen SARS-CoV-2. Bij proeven op makaken aan het Biomedical Primate Research Centre in Rijswijk bleek dat het vaccin al na 14 dagen bij alle dieren veel antistoffen opwekte, vergelijkbaar met of zelfs hoger dan wat men vaststelt bij mensen die de infectie hebben doorgemaakt. 
De cellulaire immuniteit die wordt opgewekt doet vermoeden dat het vaccin net zoals het gelekoortsvaccin zelf op zijn minst een langdurige immuniteit zal opwekken.

### Langere immuniteit
Het onderzoekteam stelt dat vaccinatie met dit vaccin na vaccinatie met eerder ontwikkelde vaccins zin heeft, gezien de immuniteit afneemt bij mensen ingeënt met eerstegeneratievaccins.
Bij sommige andere kandidaat-vaccins die op een andere technologie gebaseerd zijn, wordt verwacht dat de immuniteit na een bepaalde tijd zal wegebben, want ook bij de vaccinatie tegen griep zijn de antistoffen al na zes maanden grotendeels verdwenen.

### Hogere bewaringstemperatuur
Daar waar de vaccins van Pfizer, Moderna en Curevac op -20 of -70 graden Celsius moeten worden bewaard en getransporteerd, wat in bepaalde streken zo goed als onmogelijk is, hoeft dit vaccin niet in de diepvriezer.

### Dubbelvaccin
Dit Leuvens kandidaat-vaccin biedt verder het voordeel dat het zowel tegen gele koorts als tegen SARS-CoV-2 zal beschermen.